# 곡면 텔레비전

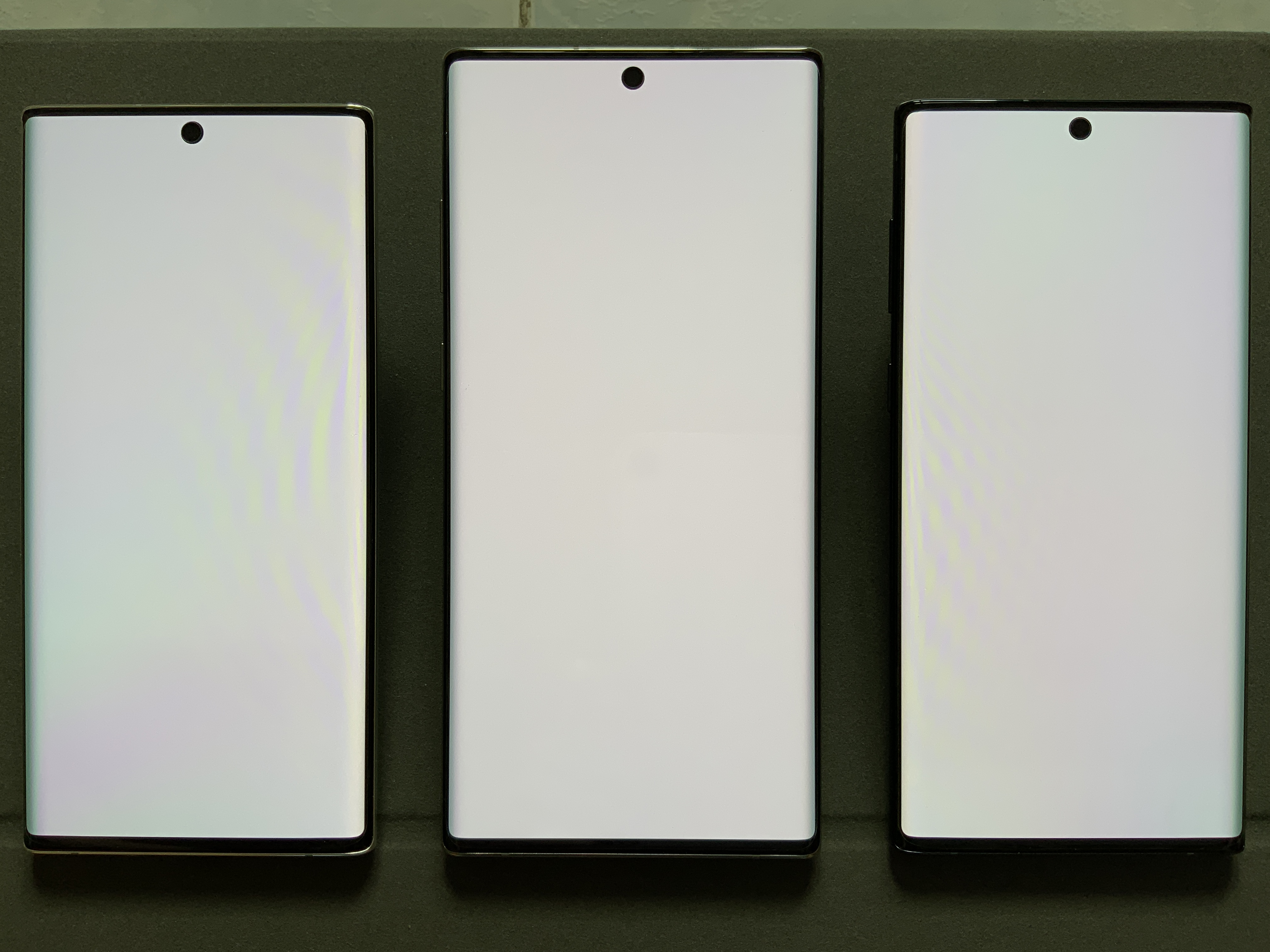

곡면 텔레비전(Curved Television, 커브드 TV)은 과거 전자총으로 주사하여 화면에 뿌리는 방식의 CRT음극선관의 경우에는 영상이 구현되는 스크린만 볼록하게 굽어진 상태였다. 지금의 커브드 TV는 OLED(유기 발광 다이오드) 혹은 LCD(액정 디스플레이)와 같이 영상이 맺히는 스크린과 빛이 발하는 발광체가 긴밀히 붙어있는 구조의 디스플레이로 구현된다.

## 역사
2013년에 처음으로 지금의 커브드 TV가 개발되었다. 2014년부터 본격 양산되어 판매되기 시작했다.

## 특징
곡면 디스플레이를 사용하여, 사용자에게 좀더 높은 몰입감과 사용 편의성을 제공한다.

## 곡률
커브드 제품의 경우, 시청거리와 곡률이 동일할때가 최적의 시청 조건이 된다. TV의 경우에는 국가와 거주 환경에 따라 시청거리가 상이하지만 보통의 경우 2~4m를 적정 시청로 본다면, TV의 최적 곡률은 2000R에서 4000R가 된다.

## 제품
- Samsung 78HU9000F(2014)[3]
- Samsung 65HU9000F(2014)[4]
- Samsung 55HU9000F(2014)[5]
- Sony KDL65S990A (2013)[6]
- Samsung KN55S9CAF(2013)[7]
- LG 55EA9800 (2013)[8]

## 같이 보기
- IMAX